# Ting-Kau-Brücke
Die Ting-Kau-Brücke (chinesisch 汀九橋 / 汀九桥, Pinyin Tīngjiǔ Qiáo, Jyutping Ding1gau2 Kiu4) ist eine 1.177 Meter lange Schrägseilbrücke in Hongkong, die sich von der nordwestlichen Tsing Yi Insel zur Tuen Mun Road im Tsuen Wan District erstreckt. Sie befindet sich in Sichtweite der Tsing-Ma-Brücke, welche als wesentliche Verbindung zum Hong Kong International Airport und zur Insel Lantau dient. Die Brücke wurde 1998 fertiggestellt. Sie kann gebührenfrei überquert werden.

## Infrastruktur
Die Brücke ist eines von vielen Infrastrukturprojekten im Rahmen des Neubaus des internationalen Flughafens Chek Lap Kok, welcher sich etwa 30 Kilometer entfernt von Hongkong Island nördlich der Insel Lantau befindet. Zusammen mit der Tsing-Ma-Brücke und der Kap-Shui-Mun-Brücke ergibt sich in der Landschaft von Hongkong ein interessantes Panorama auf dem Weg aus der Innenstadt zum Flughafen. Die Ting Kau Brücke weist das höchste Verkehrsaufkommen der drei genannten Brücken auf. Hier entlang fahren viele LKW zwischen dem Stammland VR China und dem Containerhafen von Hongkong. Eine spezielle Farbabstimmung und auf die Architektur angepasste Beleuchtung heben die Brücke aus ihrem Umfeld heraus.

## Bauweise und Besonderheiten

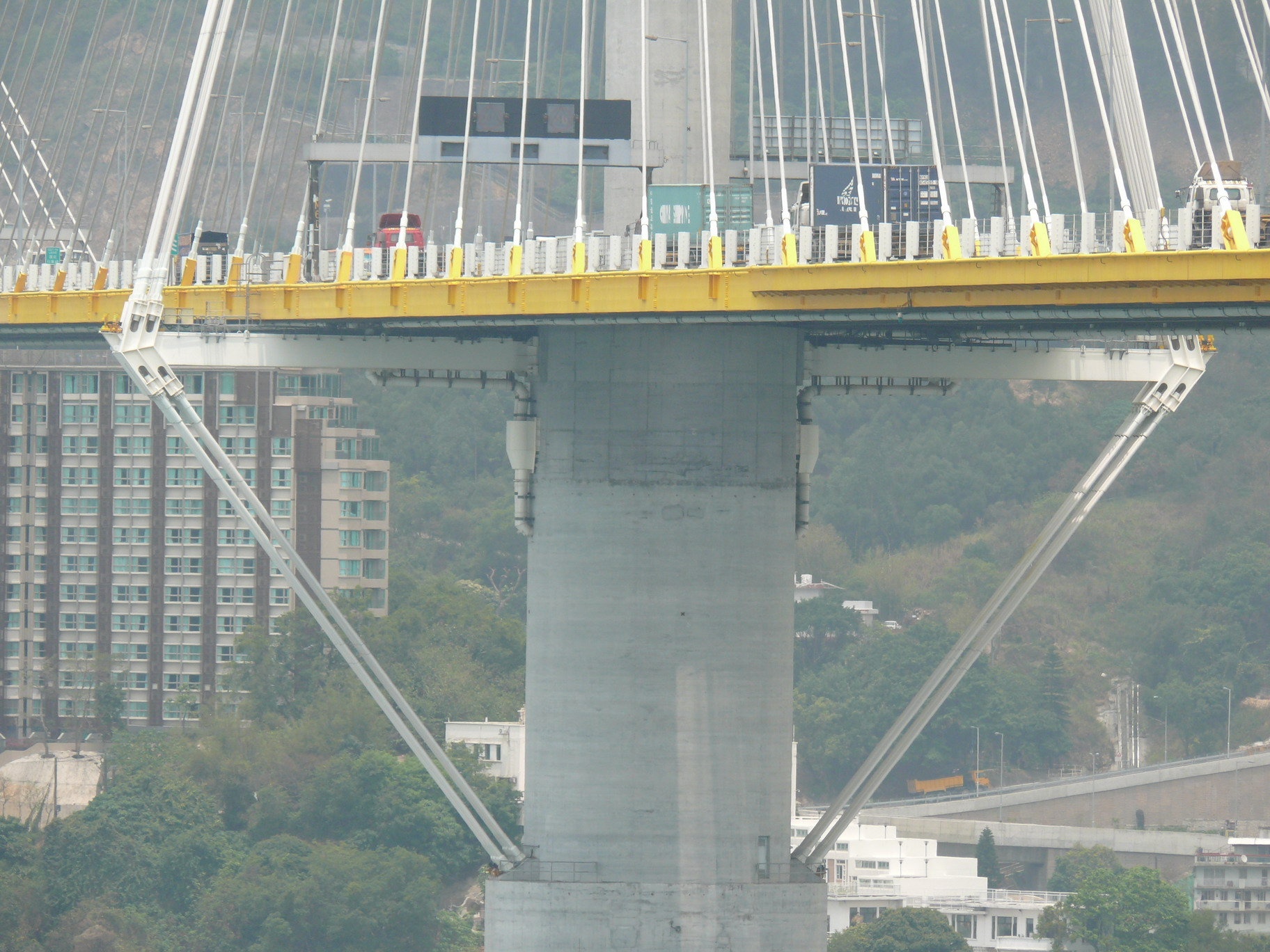
Queraussteifung der Pylone, Ting-Kau-Brücke 2007

Die Ting-Kau-Brücke war weltweit die erste große Schrägseilbrücke mit drei Pylonen und vier Hauptfeldern. Die Pylone haben Höhen von 170 Meter auf der Ting-Kau-Seite, 194 Meter auf einer künstlichen Insel und 158 Meter über Meeresspiegel an der Nordwestküste Tsing Yis. Die Gestaltung der Pylone ist eine weitere Besonderheit des Bauwerkes. Aufgrund hoher Windlasten durch Taifune sind diese als schlanke, abgespannte Maste ausgebildet. In Querrichtung erfolgt die Stabilisierung durch Seile und Transversen, ähnlich der Mastabspannung bei Segelbooten. In Längsrichtung weist der mittlere Hauptpylon zusätzlich Schrägseile zur Längsstabilisierung auf, die die Pylonspitze mit dem Fahrbahnträger an den benachbarten Pylonen verbinden.
Die 42,8 Meter breite Hauptbrücke weist zur Verbesserung der Windstabilität zwei durch einen 5,26 Meter breiten Spalt getrennte, 18,77 Meter breite Überbauten auf, die jeweils an zwei Seilebenen aufgehängt sind. Die 1,75 Meter hohen Überbauten besitzen einen Verbundquerschnitt, der aus einer 24 Zentimeter dicken Fahrbahnplatte aus Stahlbetonfertigteilen und Längs- sowie Querträgern besteht.
Die Ting-Kau-Brücke und ihre Vorlandbrücken als Teil der Autobahn Route 3 verbinden die westlichen New Territories, einen Verwaltungsbezirk in Hongkong, mit dem Stammland China hin zu der Autobahnanbindung Lantau Link (auch „Lantau Fixed Crossing“), welcher den neuen Flughafen mit Kowloon und Hongkong Island verbindet. Der Verknüpfungspunkt befindet sich nur etwa 500 Meter von der Tsing-Ma-Brücke entfernt auf der Insel Tsing Yi. Die Brücke hat mit Vorlandbrücken eine Gesamtlänge von 1.875 Meter, wovon die Hauptbrücke 1.177 Meter einnimmt. Die Brücke überquert den Rambler Channel, welcher eine Breite von zirka 900 Meter hat. Jede Fahrrichtung weist drei Fahrstreifen und die üblichen Absturzsicherungen auf.

## Abmessungen
- Gesamtlänge: 1 177 m
- Spannweiten: 127 + 448 + 475 + 127 m
- Hauptpylonhöhe: 201,55 m
- Ting Kau Pylonhöhe: 173,30 m
- Tsing Yi Pylonhöhe: 164,30 m
- Brückenoberfläche: 46.000 m²
- Stahlseilabspannung Fahrbahn: 2.800 Tonnen
- Konstruktionsstahl Fahrbahn: 8.900 Tonnen
- Gewicht Betonsegmente: 29.000 Tonnen
- Bewehrung in Fahrbahn: 90 kg/m²
- Anzahl Schrägseile: 384
- Bewegungen
  - vertikal bei Mittelspannweite: 1,6 m
  - quer bei Mittelspannweite: 0,4 m
  - Längsausdehnung am Endpfeiler bzw. Tsing Yi Widerlager: 390 mm

## Planung und Bau
Die Brücke wurde vom Ting Kau Conctractors Joint Venture zwischen 1994 und 1998 geplant und errichtet. Das Joint Venture bestand aus Cubiertas Y Mzov (22 %), Entrecanales Y Tavora (22 %), beide aus Spanien und Teile von Acciona S.A., Züblin (22 %) aus Deutschland, Downer & Co. (22 %) aus Australien und Paul Y (12 %) aus Hongkong. Die Planung und Bauleitung lag bei Schlaich Bergermann und Partner aus Stuttgart.

## Kosten
Die Planungs- und Gesamtkosten beliefen sich auf 1,94 Milliarden Hongkong-Dollar. Die Brücke gehört zu den weltlängsten dieser Bauart. Zusammen mit der Tsing-Ma-Brücke und der Kap Shui Mun Brücke wird sie kontinuierlich mit dem Wind and Structural Health Monitoring System (WASHMS) überwacht.